# All That Matters (Michael Bolton)
All That Matters è un album discografico in studio del cantante statunitense Michael Bolton, pubblicato nel 1997.
Nonostante il relativo successo ottenuto dai singolo estratti, l'album si è rivelato un flop se confrontato ai precedenti lavori del cantante ed ha debuttato solamente alla posizione numero 39 della Billboard 200, per poi scomparire dalla classifica dopo poche settimane. Tuttavia rimane l'ultimo disco di Bolton capace di ottenere vendite importanti, come certifica il disco d'oro ottenuto dalla RIAA.
L'album contiene il brano Go the Distance tratto dalla colonna sonora del film Hercules della Disney.

## Tracce
1. Safe Place from the Storm – 5:22 (Michael Bolton, Diane Warren)
2. The Best of Love – 4:19 (Babyface, Michael Bolton)
3. Let’s Make a Long Story Longer – 4:39 (Michael Bolton, Jamie Houston)
4. A Heart Can Only Be So Strong – 5:02 (Diane Warren)
5. Fallin’ – 3:47 (Tony Rich)
6. Forever’s Just a Matter of Time – 4:28 (Michael Bolton, Jamie Houston)
7. Whenever I Remember Loving You – 4:26 (Michael Bolton, Garry Burr)
8. Show Her the Way – 4:42 (Michael Bolton, Barry J. Eastmond)
9. Why Me – 4:36 (Babyface, Michael Bolton, Lamont Dozier)
10. Can’t Get Close Enough to You – 4:46 (Michael Bolton, Barry J. Eastmond, Jamie Houston)
11. Let There Be Love – 5:23 (Michael Bolton, Jamie Houston)
12. Pleasure or Pain – 4:06 (Michael Bolton, Tony Rich, Diane Warren)
13. Go the Distance – 4:42 (Alan Menken, David Zippel)
14. When There Are No Words (bonus track) – 4:16 (Michael Bolton, Antonio Jeffries)

## Classifiche

### Album
| Classifica (1997)     | Posizione massima |
| --------------------- | ----------------- |
| Billboard 200         | 39                |
| Official Albums Chart | 20                |

### Singoli
| Anno | Singolo                     | Classifica                    | Posizione massima |
| ---- | --------------------------- | ----------------------------- | ----------------- |
| 1997 | "Go the Distance"           | Hot Adult Contemporary Tracks | 1                 |
| 1997 | "The Best of Love"          | Hot Adult Contemporary Tracks | 5                 |
| 1998 | "Safe Place From the Storm" | Hot Adult Contemporary Tracks | 18                |